# مثانة اصطناعية
المثانة الاصطناعية هي عضو اصطناعي يحل محل المثانة الطبيعية.
في الرابع من أبريل عام 2006 أعلن فريق من علماء الأحياء في جامعة ويك فوريست مدرسة الطب تحت قيادة الأستاذ الجامعي أنطوني أتالا عن ابتكار أول مثانة اصطناعية في العالم تنمو في المختبر وتم زرعها في جسم إنسان. وخضع سبعة أشخاص تتراوح أعمارهم بين الرابعة والتاسعة عشر لعمليات زرع المثانة. وفي هذه العمليات، تنمو المثانات الاصطناعية من خلال بذل عينة صغيرة من النسيج الحيوي لمثانة المريض، لذا ليست هناك احتمالية للمخاطرة بـرفض الطعم. وفي العادة تتم خياطة المثانة المتضررة معًا باستخدام نسيج آخر من المعدة أو من الأمعاء. ويعاني المرضى الذين يزرعون مثانة مصنوعة من أنسجة الأمعاء من آثار جانبية مزعجة وذلك نظرًا لأن أنسجة الأمعاء تُعيد امتصاص الكيماويات التي كان من المفترض التخلص منها عن طريق البول.

## التطور
في 30 من يناير 1999، أعلن العلماء عن نجاح زراعة مثانة اصطناعية نمت في المختبر في الكلاب. وأدت هذه المثانة الاصطناعية وظائفها على نحوٍ جيد لما يقرب من سنة في أجسام الكلاب. وفي عام 2000 تم ابتكار إجراء جديد لإنتاج مثانة اصطناعية صالحة للإنسان. ويسمى هذا الإجراء بعملية المثانة الجديدة سوية الموضع. وفي هذه العملية يتم تشكيل جزء من الأمعاء الدقيقة للمريض (عادةً من 35 إلى 40 بوصة) لتكوين مثانة جديدة، ولكن كما ذُكِرَ سالفًا نتج عن تلك المثانات المصنوعة من أنسجة الأمعاء آثار جانبية غير محببة.

## الإجراءات
يخضع المريض أولاً لـتصوير مقطعي محوسب لتحديد شكل المثانة التي يحتاج المريض لصناعتها.
ثم تؤخذ عينة من نسيج مثانة المريض. وتنمو تلك الخلايا (عادةً تستغرق هذه المرحلة من العملية من سبعة إلى ثمانية أسابيع) ثم تخضع لـ«سقالة» تتحلل حيويًا لتتخذ الشكل المطلوب للمثانة. وفي النهاية يخضع المريض لعملية زرع المثانة الاصطناعية. وتُزرع المثانة بالكامل وكذلك السقالة التي تتحلل حيويًا. ومع مرور الوقت تتحل السقالة داخل جسم المريض.

## وصلات خارجية
- Doctors Create Re-Engineered Bladders (صوت أمريكا، 5 April 2006)
- Lab-grown bladders 'a milestone' (بي بي سي، 3 April 2006, 23:02 GMT 00:02 UK)
- Artificial bladder being developed by James J. Yoo M.D., Ph.D.at the Department of Urology at Harvard Medical School. - non-biological artificial bladder.
- Top 13 Medicine Stories of 2006